# OpenNebula
OpenNebula ist eine Open-Source-Werkzeugsammlung für Cloud Computing. Es ist zum Management heterogener Infrastrukturen gedacht. Als IaaS-Cloud-Lösung (Infrastructure as a Service) kann OpenNebula eingesetzt werden, um private, öffentliche oder hybride Clouds zu erstellen.
OpenNebula orchestriert Speicherungs-, Netzwerk-, Virtualisierungs-, Monitoring, und Sicherheits- Technologien zum Deployment von Multi-Tier Services (z. B. von Computerclustern) als Virtuelle Maschinen auf verteilten Infrastrukturen. Dabei werden Ressourcen von Datacentern und Clouds anhand von definierbaren Regeln zugewiesen.
In einem Bericht der Europäischen Kommission zur Zukunft von Cloud-Computing aus 2009 steht:

“Only few cloud dedicated research projects in the widest sense have been initiated – most prominent amongst them probably OpenNebula.”

„Nur wenige Forschungsprojekte im weitesten Sinne zum Thema Cloud wurden initiiert – das prominenteste unter ihnen ist wohl OpenNebula.“

Die Werkzeugsammlung umfasst Funktionen zur Integration, Wartung, Skalierung, Sicherheit und zum Accounting. Es wird außerdem Wert auf Standardisierung, Interoperabilität und Portabilität gelegt, wodurch Nutzer einer OpenNebula-basierten Cloud die Wahl zwischen verschiedenen weit verbreiteten Cloud-APIs haben (EC2 Query, OGF OCCI und vCloud) und Hypervisoren (Xen, KVM und VMware). Die flexible Architektur erlaubt es verschiedene Hard- und Softwarekombinationen in einem Datacenter zu vereinen.
Das OpenNebula-Projekt hat im Google Summer of Code 2010 eine Mentoren-Rolle eingenommen.
OpenNebula wird kommerziell von Open Nebula Systems (ehemals C12G Labs) vertrieben.
Gemäß einer Veröffentlichung im OpenNebula Blog erhält man nun Unterstützung von Microsoft, so dass OpenNebula künftig auch HyperV unterstützen soll.

## Einsatz
OpenNebula wird von folgenden Organisationen und Projekten eingesetzt:
- 4CaaSt[21]
- BonFIRE[22]
- CERN[23][24]
- CESGA[25]
- D-Grid Resource Center Ruhr[26]
- Deltacloud[27]
- RESERVOIR[28][29]
- SARA[30][31]
- StratusLab[32]